# Кунув (гміна)
Гміна Кунув (пол. Gmina Kunów) — місько-сільська гміна у східній Польщі. Належить до Островецького повіту Свентокшиського воєводства.
Станом на 31 грудня 2011 у гміні проживало 10151 особа.

## Територія
Згідно з даними за 2007 рік площа гміни становила 113.73 км², у тому числі:
- орні землі: 50.00%
- ліси: 43.00%

Таким чином, площа гміни становить 18.45% площі повіту.

## Населення
Станом на 31 грудня 2011:
| Опис     | Загалом | Загалом | Чоловіки | Чоловіки | Жінки | Жінки |
| -------- | ------- | ------- | -------- | -------- | ----- | ----- |
| одиниця  | осіб    | %       | осіб     | %        | осіб  | %     |
| все      | 10151   | 100     | 5004     | 49.30    | 5147  | 50.70 |
| міське   | 3165    | 100     | 1576     | 49.79    | 1589  | 50.21 |
| сільське | 6986    | 100     | 3428     | 49.07    | 3558  | 50.93 |

## Сусідні гміни
Гміна Кунув межує з такими гмінами: Бодзехув, Броди, Васнюв, Островець-Свентокшиський, Павлув, Сенно.